# Magtymguly Pyragy

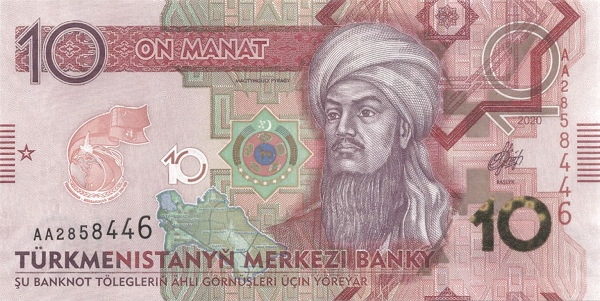
Darstellung auf einer Banknote von Turkmenistan

Magtymguly Pyragy (persisch: مختوم‌قلی فراغی Makhtumqoli Faraghi; russisch: Machtumkuli; * ca. 1724 in Gonbad-e Kavus; † ca. 1807 in Golestan) war ein turkmenischer Poet und Sufi des 18. Jahrhunderts. Er gilt als Nationaldichter des Landes und hatte großen Einfluss auf die politische Selbstbestimmung seines Volkes. Magtymguly Pyragy als der wohl bedeutendste klassische Dichter der Turkmenen in deren Sprache vollzog die Verbindung von Volks- und Kunstdichtung.

## Privates
Magtymguly Pyragy war der Sohn von Döwletmämmet Azady. Beerdigt wurde er in Aq Taqeh-ye Qadim.

## Nachwirkungen
Der 18. Mai, der mögliche Geburtstag von Magtymguly Pyragy, ist nationaler Feiertag in Turkmenistan. Die Turkmenische Staatsuniversität in Aşgabat ist nach Magtymguly benannt (Gründung 1950, voller Name Turkmenische Magtymguly-Staatsuniversität). Seine Texte wurden u. a. von Arseni Alexandrowitsch Tarkowski (1907–1989) übersetzt.
Zum 300. Geburtstag von Magtymguly Pyragy wurde 2024 bei Aschgabat eine 60 Meter hohe Monumentalstatue des turkmenischen Nationaldichters eingeweiht. Sie wurde vom Künstler Saragt Babajew geschaffen und steht auf einem 25 Meter hohen Piedestal. Umgeben wird die große Statue von einem Park mit 24 kleinen Statuen, die berühmte Nationaldichter anderer Länder darstellen.

## Galerie

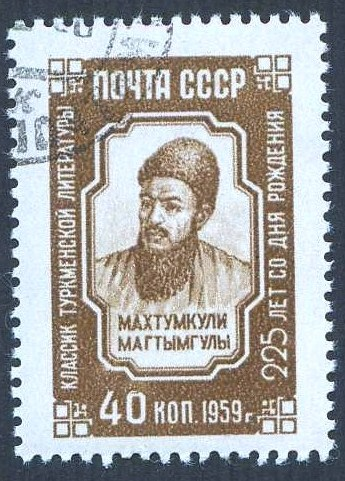
Sowjetische Briefmarke (1959)
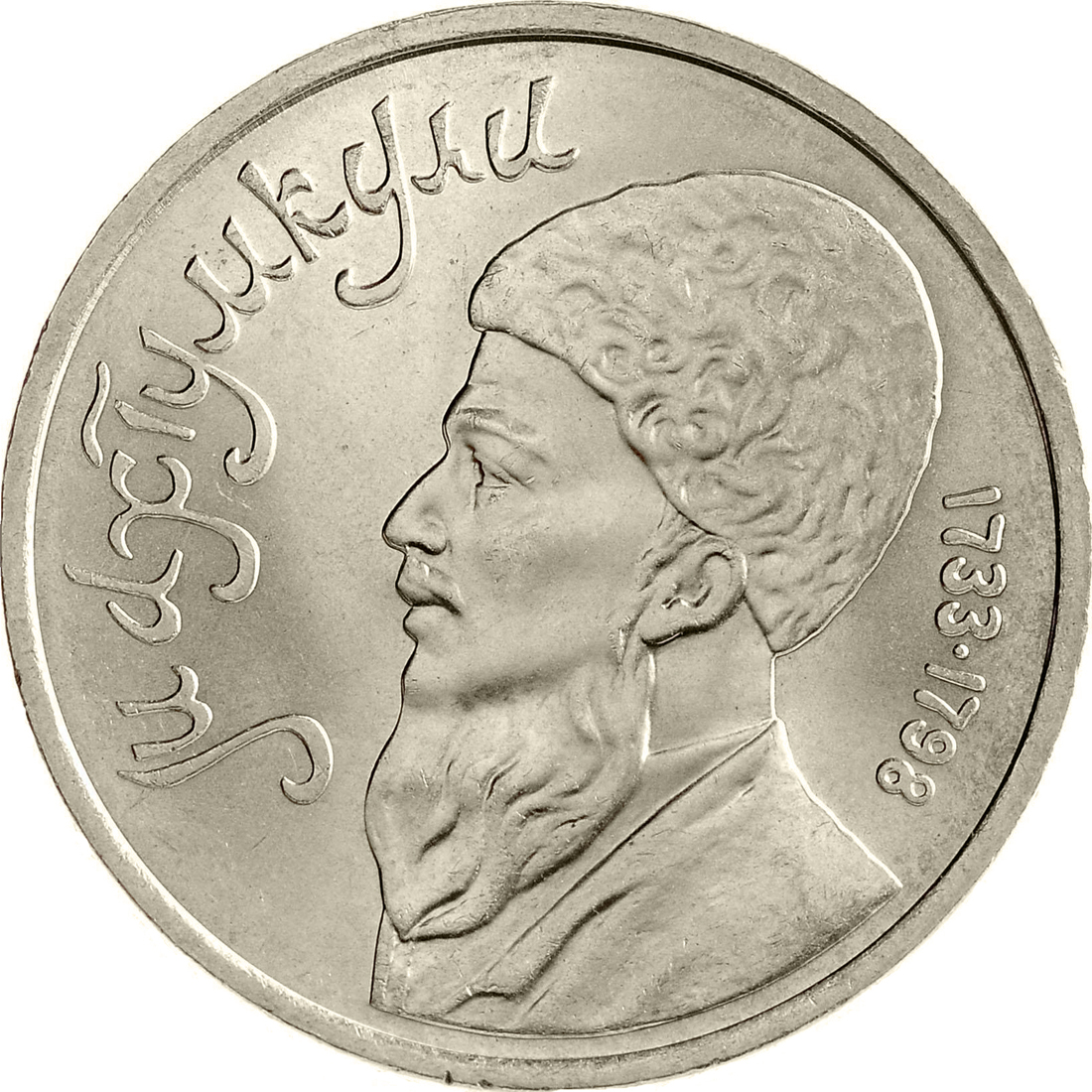
Sowjetische 1-Rubel-Münze (1991)